# Ажуоліте (Расейняйський район)
Ажуоліте (Ąžuolytė) — село у Литві, Расейняйський район, Бетиґальське староство, знаходиться за 1 км від села Бетиґала. Станом на 2001 рік у селі ніхто не проживав.

## Принагідно
- Ąžuolytė (Raseiniai)

| Литва | Це незавершена стаття з географії Литви. Ви можете допомогти проєкту, виправивши або дописавши її. |